# Formel 2-EM 1979
Formel 2-EM 1979 vanns av Marc Surer från Schweiz.

## Delsegrare
| Datum      | Bana           | Vinnare       |
| ---------- | -------------- | ------------- |
| 25 mars    | Silverstone    | Eddie Cheever |
| 8 april    | Hockenheim     | Keke Rosberg  |
| 16 april   | Thruxton       | Rad Dougall   |
| 29 april   | Nürburgring    | Marc Surer    |
| 13 maj     | Vallelunga     | Marc Surer    |
| 20 maj     | Mugello        | Brian Henton  |
| 3 juni     | Pau            | Eddie Cheever |
| 10 juni    | Hockenheim     | Stephen South |
| 15 juli    | Zandvoort      | Eddie Cheever |
| 29 juli    | Enna           | Eje Elgh      |
| 5 augusti  | Misano         | Brian Henton  |
| 19 augusti | Donington Park | Derek Daly    |

## Slutställning
| Plats | Förare          | Poäng |
| ----- | --------------- | ----- |
| 1     | Marc Surer      | 39    |
| 2     | Brian Henton    | 36    |
| 3     | Derek Daly      | 33    |
| 4     | Eddie Cheever   | 32    |
| 5     | Rad Dougall     | 19    |
| 6     | Stephen South   | 19    |
| 7     | Beppe Gabbiani  | 19    |
| 8     | Siegfried Stohr | 18    |
| 9     | Eje Elgh        | 16    |
| 10    | Teo Fabi        | 13    |